# Zyklus Erzgebirge
Der Zyklus Erzgebirge (RMWV 5) ist ein weltlich-geistliches Chorwerk des Dresdner Kreuzkantors Rudolf Mauersberger. Es entstand von 1946 bis 1954. Die 24 Einzelstücke des Zyklus sind in vier Teile gegliedert. Das Werk ist für Soli und unterschiedlich besetzten Chor a cappella komponiert.

## Entstehungsgeschichte und Textauswahl
Mauersberger schrieb den Zyklus Erzgebirge um das Jahr 1950. Es stellt seinen letzten und umfangreichsten Zyklus dar. Ziel der Komposition ist es, die erzgebirgische Landschaft und das Leben des erzgebirgischen Menschen in Tönen zu schildern. Das Werk entstand zum Großteil in Mauersberg im Erzgebirge und in Dresden. Die Gesamturaufführung erfolgte am 25. September 1959 durch den Dresdner Kreuzchor in Dresden.
Der Musikwissenschaftler Matthias Grün nimmt als Anlass für die Komposition den Tod von Mauersbergers Mutter im Jahr 1946 und dessen schlechte seelische und körperliche Verfassung in den folgenden zwei Jahren an. Für ihn stellt die Komposition eine melancholische Sammlung von Erinnerungen an Begebenheiten dar. Dies lässt auch das Eingangsstück Der Heimat: Allabendlich, wenn mir im Geist so manches Bild vorüberzieht erkennen.

## Struktur
Der Aufbau folgt dem Rudolf-Mauersberger-Werke-Verzeichnis.
| RMW 4            | Werktitel und Textanfang                                                                                                   | Text                              | Besetzung | Autograph                               |
| ---------------- | --- | --------------------------------- | --- | --------------------------------------- |
| Zum Eingang      | |                                   | |                                         |
| 1                | Der Heimat: Allabendlich, wenn mir im Geist so manches Bild vorüberzieht                                                   | Aus: Glückauf                     | 4–7-stimmig gemischten Chor                                                                                              | 1950/ Dresden 18.10.1950                |
| Teil I: Frühling | |                                   | |                                         |
| 2                | S Hausgärtel: Richt’s Hausgärtel vir, ihr guten Leit                                                                       | Edwin Bauersachs                  | für Sopransolo und dreistimmigen Männerchor                                                                              | 1950/ 17. Aug. 1950 in Mauersberg       |
| 3                | Gebirgsfrühling: Ein Rasenstück im Sonnenlicht                                                                             | Erna Hedwig Hofmann               | für Sopransolo und 4–6-stimmigen gemischten Chor                                                                         | 1950/ 20.8.1950 in Mauersberg           |
| 4                | Alter Schacht zur Heiligen Dreifaltigkeit: Wer kennt die Krummhermersdorfer Dreifaltigkeit?                                | Otto Thörner                      | für 4–6-stimmigen gemischten Chor                                                                                        | 1954, August                            |
| 5                | Frühlingsmorgen in einer erzgebirgischen Kleinstadt: Funkelt der Morgen über die kleinen, tief verschlafenen Häuser herein | Erna Hedwig Hofmann               | für 4–6-stimmigen gemischten Chor                                                                                        | 1950/ 19. Aug. 1950 in Mauersberg       |
| 6                | Erzgebirgisches Wehrkirchlein: Von Bergeshöh’n ein Kirchlein grüßend niederschaut                                          | Kurt Oestreich                    | für 4–6-stimmigen gemischten Chor                                                                                        | 1946/ Aug. 46 in Mauersberg             |
| 7                | Bitte: Ich hört eine Amsel schlagen Ein Nocturno                                                                           | Karl Hans Pollmer                 | 1. Fassung für Knabenaltsolo und 4–8-stimmigen gemischten Chor 2. Fassung für Knabenaltsolo und 4-7-stimmigen Knabenchor | 1947/ 8. Juni 1947 in Mauersberg        |
| Teil II: Sommer  | |                                   | |                                         |
| 8                | Um Johanni Am Gottesacker der Mittag schweigt                                                                              | Erna Hedwig Hofmann               | für Knabensolostimme und 4–6-stimmigen gemischten Chor                                                                   | 1950/ 15. und 20. Okt. in Dresden       |
| 9                | Im oberen Erzgebirge: Dürre Rinder im Gespann                                                                              | Otto Thörner                      | vierstimmigen gemischten Chor                                                                                            | 1950/ Ende Sept. in Dresden             |
| 10               | Sankt Annenkirche: Wie eine feste Burg und Wehr Sankt Annen zu Annaberg                                                    | Kurt Oestreich                    | für 4–6-stimmigen gemischten Chor                                                                                        | 1946/ Aug. 46 i. Mauersberg             |
| 11               | An der alten Postsäule: Wo dies Dörflein geht zu Ende An einer alten Postsäule aus dem Jahre 1725                          | Curt Rambach                      | für Sopran- und Altsolo und 4–5-stimmigen gemischten Chor                                                                | 1954, August                            |
| 12               | Am Fichtelberg: Am Fichtelberg mit grünbegränztem Haupt                                                                    | unbekannt                         | für 4–6-stimmigen gemischten Chor                                                                                        |                                         |
| 13               | ’Ne Bargfihring vu sistern (Eine Bergführung von ehedem): Mei Bargwirt gieht miet                                          | unbekannt                         | für Knabensolostimme und dreistimmigen Männerchor                                                                        | 1950/ Dresden Okt. 1950                 |
| 14               | Am Hirschstein: Zwischen Hirtsaa und ’n Haßbärg                                                                            | aus der Zeitschrift Glückauf      | für zwei Knabensolostimmen und dreistimmigen Männerchor                                                                  | 1950                                    |
| Teil III: Herbst | |                                   | |                                         |
| 15               | Herbstnacht im Gebirge Hell ist die Herbstnacht aufgegangen                                                                | Kanut Schäfer                     | für Sopransolo und 4–8-stimmigen gemischten Chor                                                                         | 1950/ 8. und 9. Aug. 1950 in Mauersberg |
| 16               | Schöner Frühling Stoppelfelder, darüber der Jagdhund spürt                                                                 | Wilhelm Pleyer                    | für 4–5-stimmigen gemischten Chor                                                                                        | 1950/ Mitte. Aug. 1950 in Mauersberg    |
| 17               | Der Ebereschenbaum in der Morgenleithe An der Konradswiese steht ein Eschenbaum                                            | Kurt Arnold Findeisen             | für Altsolo und 4–6-stimmigen gemischten Chor                                                                            | 1950/ Mitte August 1950 in Mauersberg   |
| 18               | Kammwanderung Am Keilberg oben läuft ein Weg                                                                               | M. Schreiter                      | für vierstimmigen gemischten Chor                                                                                        | 1954/ August                            |
| 19               | Wenn Kärm’st is (Wenn Kirmes ist)                                                                                          | nach erzgebirgischen Kinderreimen | für Knabensolostimme ad libitum und dreistimmigen Knabenchor                                                             | 1954/ August                            |
| 20               | Zugvögele: Zugvögele flieg’n über’n Wald drub’n hie                                                                        | Karl Hans Pollmer                 | für Altsolo und 3–4-stimmigen Männerchor                                                                                 | 1950/ 24. Aug. 50 in Mauersberg         |
| Teil IV: Winter  | |                                   | |                                         |
| 21               | Wunderland Erzgebirge (Gen Weihnacht) Suchst du deiner Kindheit Wunderland                                                 | Heinrich Anacker                  | für 4–7-stimmigen gemischten Chor                                                                                        | 1950/ 16. Aug. 50 in Mauersberg         |
| 22               | Adventslied Nu is der Winter wieder do Wie’s schneit                                                                       | Karl Hans Pollmer                 | für dreistimmigen Chor (Sopran 1/2, Tenor) oder drei Solostimmen                                                         | 1948/ 30. Aug. 48                       |
| 23               | Vir Weihnachten im Gebärg Wenn uhm bei uns Weihnachten kimmt                                                               | Stephan Dietrich                  | für 4–6-stimmigen gemischten Chor                                                                                        | 1954/ August                            |
| 24               | Das Jahr klingt aus: Zwölf Schläge hallen durch die Nacht                                                                  | Johannes Krüger                   | für Knabensolostimme und 4–5-stimmigen gemischten Chor                                                                   | 1950/ 15./16. Okt. in Dresden           |

Die Stücke 3, 15 und 24 werden ebenfalls in Mauersbergers Werk Der kleine Jahrkreis (RMWV 6) für vier gemischte Chöre a cappella verwendet.

## Rezeption
Der Musikwissenschaftler Matthias Herrmann sieht das Werk wie den Zyklus Dresden eher als eine vokale Sammlung[...] zu einer bestimmten Thematik [...] [denn] als überzeugende[s] Gesamtwerk[...].